# Karlheinz Schumacher
Karlheinz Schumacher (* 19. März 1944 in Schwagstorf, Landkreis Bersenbrück) ist ein deutscher neuapostolischer Geistlicher und leitete als Bezirksapostel von 2005 bis  2010 die Neuapostolische Kirche in Norddeutschland.

## Biografie
Schumacher wurde am 19. März 1944 als Sohn des späteren Bezirksapostels Hermann Schumacher und seiner Frau (Elsa geb. Gernert) in Schwagstorf geboren. Am 28. Mai 1944 wurde er getauft und am 16. Dezember 1944 empfing er das neuapostolische Sakrament der Heiligen Versiegelung  durch Apostel Johannes F. Lembke.
Er studierte an der Universität Hamburg Rechtswissenschaften und ist seit 1974 Rechtsanwalt und seit 1980 Notar in Bremen. Am 4. Januar heiratete er Birgit Becker. Das Paar hat zwei erwachsene Töchter.
Am 13. Dezember 1970 wurde er zum Unterdiakon ernannt. Seither wurden ihm öfter neue Ämter anvertraut. So wurde er am 3. Juni 1971 Diakon, am 25. Dezember 1971 Priester, am 21. November 1979 Gemeindeevangelist, am 16. Dezember 1982 Bezirksevangelist und schließlich am 18. Dezember 1983 Bezirksältester.
Am 22. November 1978 bekam Karlheinz Schumacher den Auftrag, der Gemeinde Bremen-Hastedt als Vorsteher zu leiten. Am 18. Dezember 1983 wurde er zum Bezirksvorsteher für Bremen-Mitte, am 12. Januar 1986 als Bezirksvorsteher für Bremen-Ost beauftragt.
Ostern 1984, am 22. April, wurde Karlheinz Schumacher durch den Stammapostel Hans Urwyler zum Bischof ordiniert. Von Bezirksapostel Gijsbert Pos erhielt er in dieser Zeit den Auftrag, auch die Missionsgebiete Grönland und Island zu betreuen.
Am 22. November 1992 wurde der Bischof Schumacher durch Stammapostel Richard Fehr zum Apostel ordiniert. Diese Ordination war mit dem Auftrag verbunden, in Hamburg tätig zu sein. Am 27. November 2005 ordinierte Stammapostel Wilhelm Leber in einem Gottesdienst in Bremen (CCB) den bisherigen Apostel Karlheinz Schumacher zum neuen Bezirksapostel für die Neuapostolische Kirche in Norddeutschland.
Karlheinz Schumacher trat die Nachfolge von Wilhelm Leber an, der seit Pfingsten 2005 als Stammapostel die Neuapostolische Kirche weltweit leitet. Zum Arbeitsgebiet des Bezirksapostels Schumacher gehören in Deutschland die Bundesländer Bremen, Hamburg, Mecklenburg-Vorpommern, Teile Niedersachsens und Schleswig-Holstein. Hier leben rund 44.000 Mitglieder der Neuapostolischen Kirche in über 300 Gemeinden. Darüber hinaus betreut die Gebietskirche Norddeutschland auch die seelsorgerischen und organisatorischen Aktivitäten der NAK in den Ländern Dänemark, Estland, Finnland, Grönland, Großbritannien, Island, Norwegen und Schweden. 
Am 5. Dezember 2010 wurde er in den Ruhestand versetzt. Sein Amtsnachfolger wurde Rüdiger Krause.